# Pietarinjärvi
Pietarinjärvi är en sjö i Finland. Den ligger i kommunen Rovaniemi i landskapet Lappland, i den norra delen av landet, 700 km norr om huvudstaden Helsingfors. Pietarinjärvi ligger 227,5 meter över havet. Arean är 1,51 kvadratkilometer och strandlinjen är 6,46 kilometer lång. Sjön  ingår i Kemi älvs huvudavrinningsområde. 